# Frank Waota
Frank Waota (* 6. Dezember 1971) ist ein ehemaliger ivorischer Leichtathlet, der 1992 mit der Staffel den olympischen Endlauf erreichte.
Bei den Olympischen Spielen 1992 erreichte er mit der ivorischen 4-mal-100-Meter-Staffel in der Besetzung Frank Waota, Jean-Olivier Zirignon, Gilles Bogui und Ouattara Lagazane das Finale und belegte in 39,31 s den achten Platz. Im Jahr darauf bei den Weltmeisterschaften 1993 gelang der Staffel in der Besetzung Lagazane, Zirignon, Waota und Ibrahim Méité erneut der Einzug in das Finale, sie belegte in 38,82 s den siebten Platz. 1996 nahm Waota zum zweiten Mal an Olympischen Spielen teil; im 200-Meter-Lauf schied er im Viertelfinale aus, mit der Staffel erreichte er das Halbfinale.
Bei einer Körpergröße von 1,86 m betrug Waotas Wettkampfgewicht 85 kg.
Anmerkung: Die Bezeichnung des Lemmas folgt der Schreibweise der englischsprachigen Wikipedia; zur Megede führt ihn als Franck Waota, in Volker Kluges Olympiabuch heißt er Franck Waotta.